# Acronicta leucocuspis
Acronicta leucocuspis är en fjärilsart som beskrevs av Butler 1878. Acronicta leucocuspis ingår i släktet Acronicta och familjen nattflyn. Inga underarter finns listade i Catalogue of Life.